# Рјоне Мобилија (Казерта)
Рјоне Мобилија је насеље у Италији у округу Казерта, региону Кампанија.
Према процени из 2011. у насељу је живело 112 становника. Насеље се налази на надморској висини од 82 м.